# Barra del Chuy

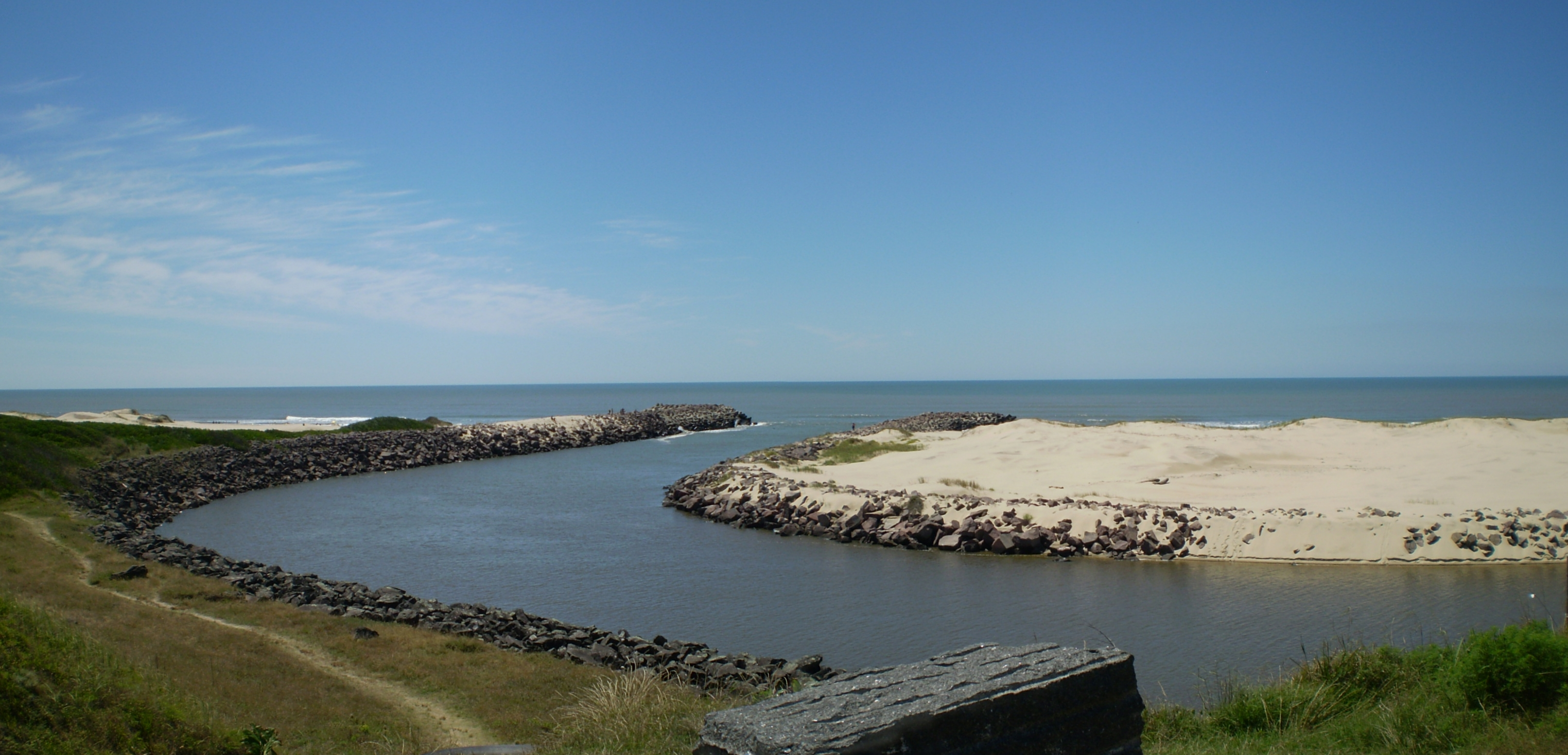
Arroio Chuí: à esquerda, Brasil, e, à direita, Uruguai.

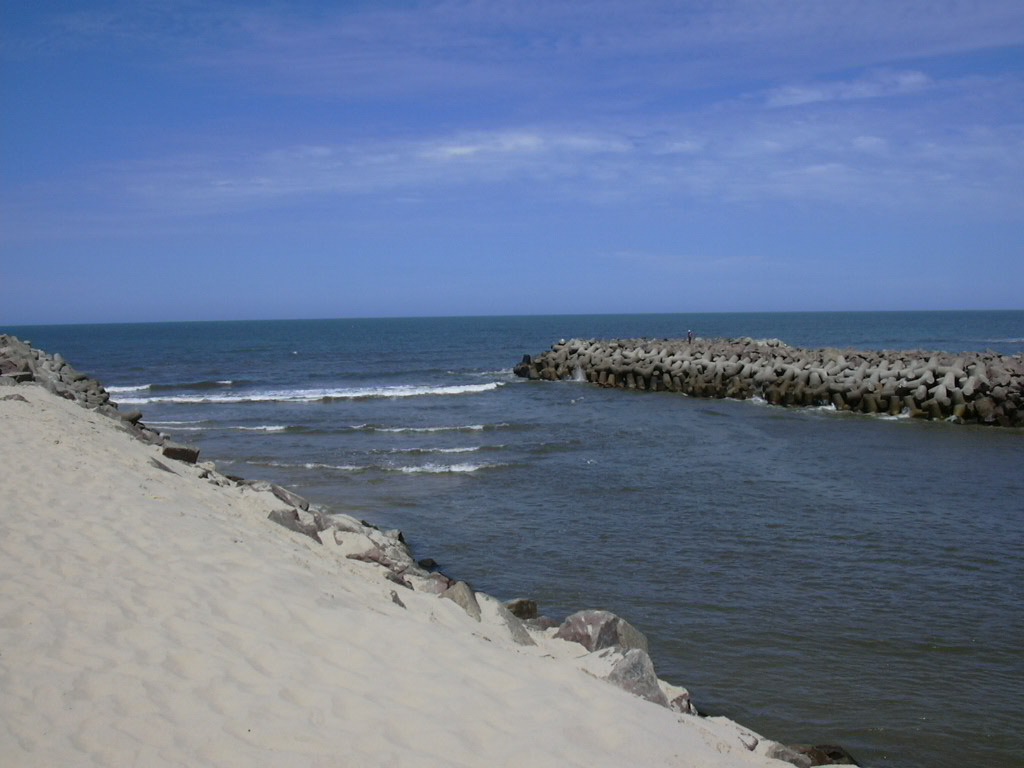
Foz do Arroio Chuí no Oceano Atlântico.

Barra del Chuy é uma pequena cidade-balneário do departamento de Rocha, no Uruguai, considerado o "mais oceânico". O Arroio Chuí separa o balneário do Brasil, tendo, em conjunto com a Praia da Barra do Chuí no lado brasileiro, um ambiente binacional.
Tem grande extensão de mar aberto, praia e dunas de areias finas. É urbanizada com casas simples, predominantemente de madeira. Possui um clube e por vezes funciona um cassino.

## Localização
A localidade encontra-se na zona nordeste do departamento de Rocha, na beira do Oceano Atlântico, junto à foz do Arroio Chuí. É, ao mesmo tempo, o ponto mais setentrional e o mais oriental da costa atlântica uruguaia. Cruzando o arroio, no Brasil, fica outro balneário, a Praia da Barra do Chuí, com seu característico farol, o ponto mais ao sul da costa brasileira e próximo ao extremo sul do Brasil. A Barra del Chuy fica a 8 km da cidade fronteriça do Chuy e a 340 km da capital uruguaia, Montevidéu.

## Características
O balneário tem dois acampamentos com cabines e quartos. Existem casas para alugar na alta temporada. Num par de ruas, concentram-se lugares de dança, gastronomia e jogos.

## População
Segundo o censo do ano 2011, a localidade tem uma população de 370 habitantes.
| 1963 | 1975 | 1985 | 1996 | 2004 | 2011 |
| ---- | ---- | ---- | ---- | ---- | ---- |
| 83   | 145  | 275  | 312  | 367  | 370  |